# Dédeling
Dédeling is een voormalige gemeente in het departement Moselle in het noordoosten van Frankrijk. Het ligt een paar honderd meter ten noorden van het dorpscentrum van Château-Voué, de gemeente waartoe het behoort.

## Geschiedenis
Een oude vermelding van de plaats dateert uit het eind van de 10e eeuw als Dructelingas in comitatu Salninse.
Bij de oprichting van de gemeenten en de departementen op het eind van het ancien régime, werd Dédeling een gemeente in het departement Meurthe. In 1871 werd Château-Voué bij de annexatie van Elzas-Lotharingen door het Duitse Rijk een gemeente in het Landkreis Château-Salins. Na de Eerste Wereldoorlog werd Dédeling in 1919 weer een Franse gemeente in het departement Moselle.
In 1981 werd Dédeling (15 inwoners in 1975) aangehecht bij buurgemeente Château-Voué (92 inwoners in 1975) in een fusion association. Deze fusie werd in 1982 al omgezet in een fusion simple.